# Pseudosmodingium
Pseudosmodingium é um género botânico pertencente à família Anacardiaceae.